# Pediobius zurquibius
Pediobius zurquibius är en stekelart som beskrevs av Christer Hansson 2002. Pediobius zurquibius ingår i släktet Pediobius och familjen finglanssteklar.
Artens utbredningsområde är:
- Costa Rica.
- Panama.

Inga underarter finns listade i Catalogue of Life.